# Ингул
Ингу́л (укр. Інгул; устар. Великий Ингул) — река на Украине. Левый приток Южного Буга, впадающий в него на расстоянии 0 км от устья. Длина реки 354 км, площадь бассейна — 9890 км². Уклон — 0,41 м/км.
Верховье реки входит в региональный ландшафтный парк Приингульский.

## Течение
Исток реки находится на высоте более 170 метров над уровнем моря возле села Бровково. Река течёт в южном направлении по Приднепровской возвышенности. В нижней части протекает по Причерноморской низменности. В устье — город Николаев. Падение реки составляет более 170 м, уклон реки — 0,4 м/км. В верховьях имеет узкое, извилистое русло. На участке между сёлами Костычи и Виноградовка — плавни.
В среднем течении русло расширяется до 30 м, в нижнем местами до 80 и более. Глубина преимущественно 0,7 — 1,2 м, в низовьях — до 1,5 (в межень). Скорость течения до 0,5 м/с (1,8 км/ч). Замерзает в первой половине декабря, вскрывается к конце февраля — первой половине марта. Ледостав нестойкий. Питание снеговое, дождевое. Долина реки почти на всем протяжении трапециевидная, шириной до 4 км, глубиной до 60 м. Берега скальные, с выходами гранита и гнейсов. Средний расход воды возле села Новогорожено (118 км от устья) — 8,84 м³/с.
Гидрологические посты возле города Кропивницкий, сёл Седневка, Ингуло-Каменка, Новогорожено.
Сток зарегулирован многочисленными ставками (770) в верхнем течении и водохранилищами в среднем и нижнем течении. Плотины в городе Кропивницкий, сёлах Ингуло-Каменке, Лавровке, Софиевке.
Вода используется для водоснабжения, орошения. В бассейне реки на площади 33 тыс. га сооружена оросительная система. Развито рыбоводство. В реке водятся краснопёрка, тарань, голавль, карась, карп, щука, судак, толстолоб, лещ, сазан, сом. На берегах Софиевского водохранилища оборудованы зоны отдыха. Река судоходна на 55 км от устья (до села Пересадовка).
Населённые пункты (вниз по течению): Родниковка, Оситняжка, Кропивницкий, Калиновка (Кировоградская область), Тарасовка, Ингуло-Каменка, Верхнеингульское, Седневка, Александровка, Анно-Требиновка, Ингульское, Софиевка, Привольное, Пески, Ингулка, Пересадовка, Михайло-Ларино, Калиновка (Николаевская область), Воскресенское, Терновка, Мешково-Погорелово, Николаев.
Притоки: Сугоклея, Аджамка, Вшивая, Каменка, Сухоклея (Сугоклея), Березовка, Столбовая, Сагайдак, б/имени, Громоклея, Березнеговатая.
Ранее в нескольких местах по течению реки были — плотины со шлюзами и значительное число мельниц.

## Происхождение названия
Слово тюркского происхождения или татарского Ени-гел — Новое озеро. Возможно, связано с тур. äŋgül 1) «тихий, ленивый», 2) также название реки. Вместе с тем можно поставить вопрос о сложении с тур. göl «озеро», сравни Тилигул. В этом случае первая часть могла содержать или тур., чагат., уйг., казах., крым.-тат., кыпч. in «пещера» или тур., уйг. än «широкий», тат., башк. in, казах. en.